# 京那巴鲁山
京那巴魯山，又譯京那峇魯山、基納巴盧山、金乃巴羅山，又稱神山，位於马来西亚北婆羅洲沙巴的京那巴鲁国家公园內，是婆罗洲最高峰，也是馬來西亞聯邦境內最高峰。马来西亚首相马哈迪·莫哈末于1997年8月17日宣布官方高度为海拔4,095.2公尺。顶峰相对而言容易攀登，景色壮美，动植物极其丰富，一直是旅游胜地以及极佳的动植物科研区域。

## 名字传说

### 传说一
关于京那巴魯山的名字由来，最常见的传说便是关于“中国寡妇”的故事，“Kina”是中国的别称“Cina”在卡达山语之变音，“balu”则是“寡妇”之意。因此，一些較早期的中文文獻即按此譯作中國寡婦山或鰥夫山:3,11。
相傳在古時候，兩位在廣州外海打漁的中國兄弟，不慎遇到颱風而漂流至沙巴，便在當地落地生根、娶了当地的土著为妻而生子，無奈兄弟倆都很懷念故鄉，便協議由哥哥先回故鄉探親後再帶一家回中國。怎知哥哥卻一去不回，大嫂便每天都站在山上翹首盼望着南海希望能看到丈夫的回来，她风雨不改，直到老死，後人為了紀念這個愛情故事，便把此山命名為「中國寡婦山」。
另一传说，根据巴瑶族的传说，中国某公主被安排嫁给中国的某王子。然而公主却不喜欢王子，却爱上某一名中国商人，因此中国公主随中国商人的商队逃跑到海外并结了婚。私奔途中在海上遇上了一只恶龙，恶龙用火球袭击公主和商人，当火球飞向船时，公主用一只白瓷瓶接下火球。恶龙失去火球后，被商队杀死了，而公主的丈夫却也因此死去，尸体沉没在大海中。后来公主来到了一座不知名的山，将白瓷瓶埋在山峰（因此出现传说是死火山，但事实上不是），并便在该处做起了针线、盐和蔬菜买卖。每当有人问要在哪里买菜时，当地的巴瑶族总会回答「mu tak kadai dendo kina, ai balu no ei」意思就是「找住在那边的中国寡妇」，因此被称为「Kinabalu」。
根据另一個卡达山族的版本，则是某中国王子在南中国海遇上沉船海难而漂流到婆罗洲，被当地村落的人救起，王子后来与当地女子相恋并结婚生子。数年后王子因思乡而决定回中国探望父母（中国皇帝与皇后），并许诺会回来接妻子与家人到中国，然而，王子归国后，皇帝与皇后却反对接回他的婆罗洲妻子，并安排了他与邻国公主的另一门亲事。碍于父母之命，王子便没再回婆罗洲，然而，在婆罗洲的妻子却依然等待丈夫归来，每天一大清早就登上山顶，眺望大海，盼望看到丈夫的船队，直到日落才下山回家照顾孩子，日复一日，最后病死在山顶上。她的举动感动了山神，于是山神将她的遗体化为山峰之岩，让她可以永远面朝南中国海等待丈夫。当地人为纪念她，便将山名称为「中國寡婦山」。传说圣约翰峰上的人脸形岩壁便是她的脸孔。

### 传说二
根据另一说法，京那巴魯山之名来自「Aki Nabalu」，“Aki”在当地原住民卡达山－杜顺人的语言中是“祖先”的意思，而Nabalu是「山」的意思，Aki Nabalu就是祖灵所在的山。

## 历史
1851年3月英国殖民地官员及博物学家休·洛首次攀登到达京那巴鲁山山顶高原（罗氏峰下方100公尺处）。1858年4月和7月，休·洛与英国驻文莱领事斯宾塞·圣约翰二次攀登京那巴鲁山。京那巴鲁山的最高点终于在1888年由英国动物学家John Whitehead到达。

## 登山须知
京那巴鲁山山体由属于深成岩种类的花岗岩构成，几乎不长植物。登山前必須先鍛鍊身體及向1,870公尺处的國家公園當局註冊，公园每天早上7点开门，每五位新攀登者需聘請一位嚮導，以保護登山者的安全，攀登京那巴魯山需要兩天，登山者可從早上七點多開始登山，歷時4-8小時可到達山腰3,272.7公尺的Laban Rata住宿或3,670公尺的Sayat Sayat登记处，有高山症的登山者必須準備对乙酰氨基酚(扑热息痛)以防萬一。每天有200名，全年约有6万名世界各地的登山者登山。（2015年12月地震后重新开放改为每天100个登山名额）

## 2015年兰瑙地震
2015年6月5日早上7时20分，沙巴兰瑙发生5.9级地震。导致京那巴鲁山登山道山崩，造成18人遇难和多人受伤。2016年6月5日，當地政府在京那巴鲁山的山脚附近竖立了一座刻有罹难者名字的“神山山难纪念碑”。

## 图片

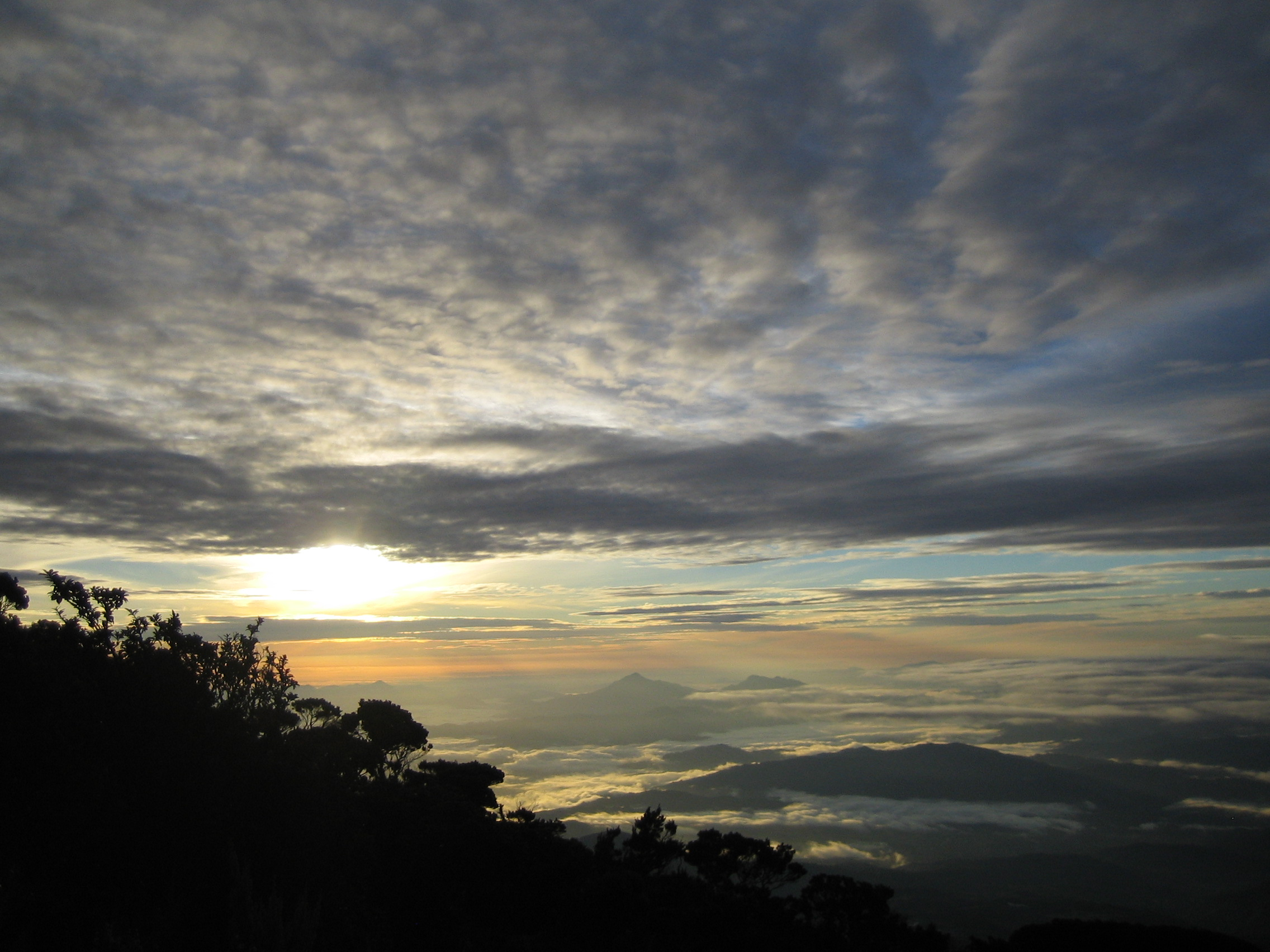
京那巴鲁山上的景觀
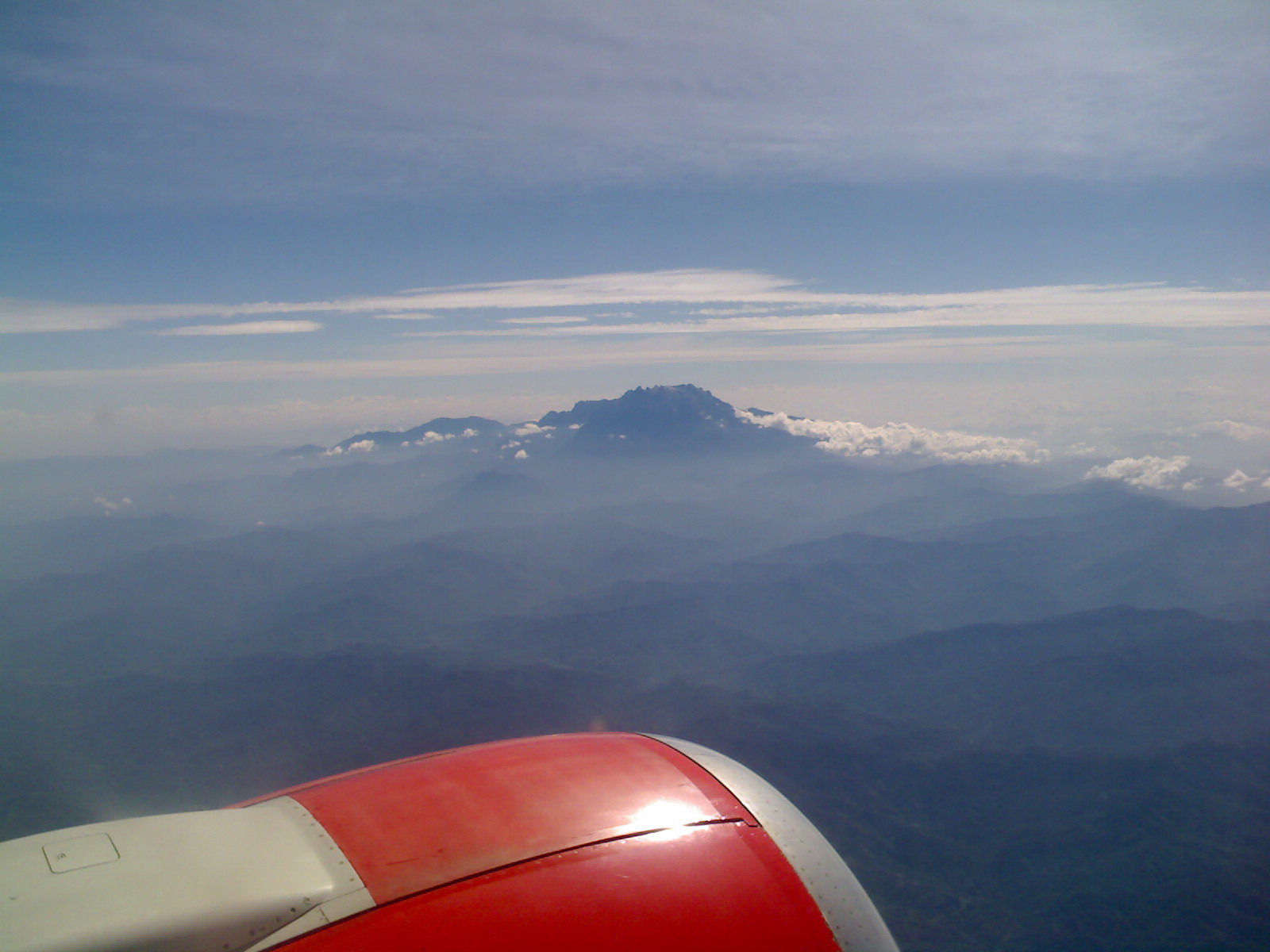
從飛機上遙望京那巴鲁山
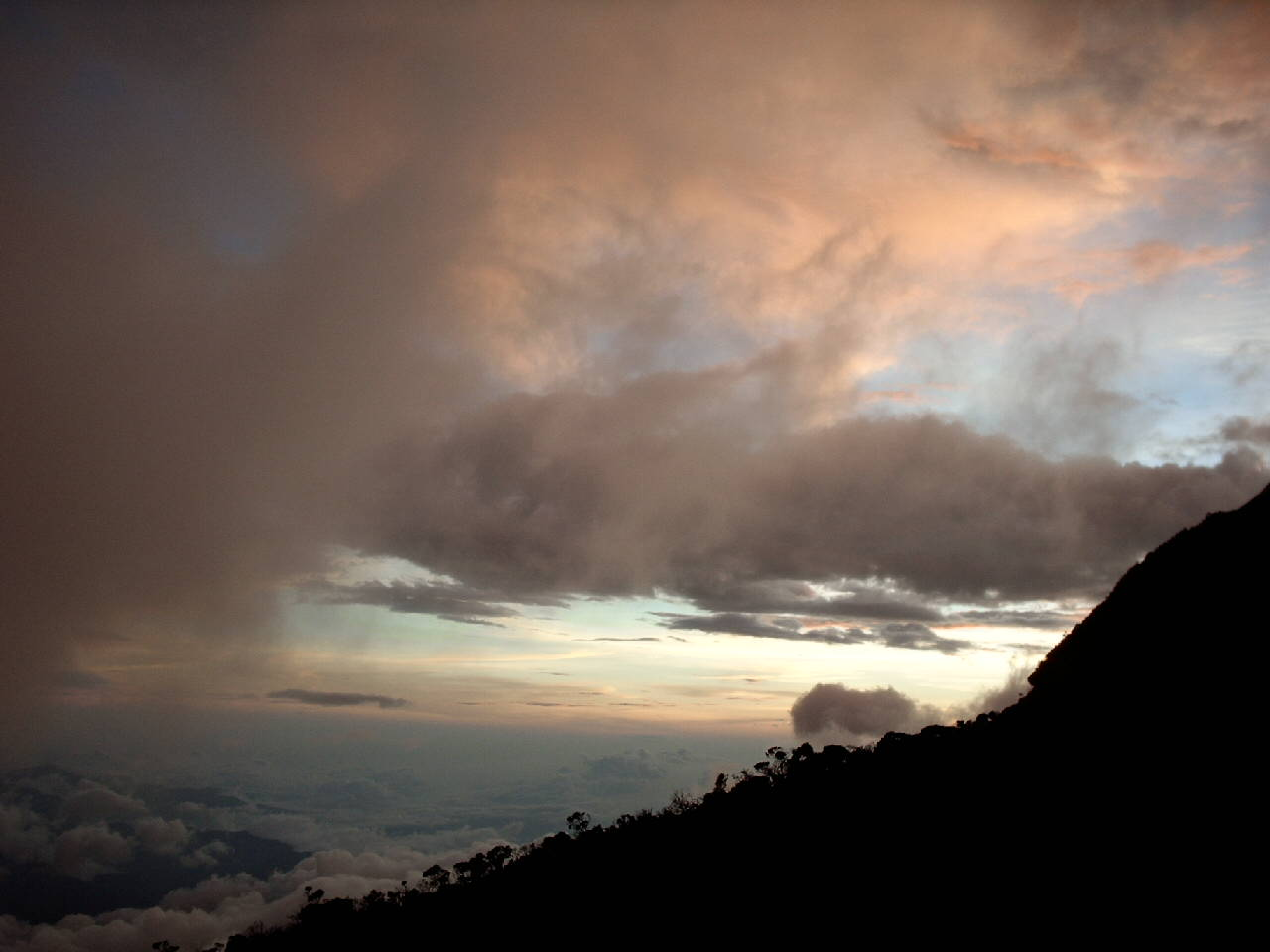
黃昏來臨時，在行程中的小屋往地平線看去，此時雲的形成是清楚、詳細可見的。
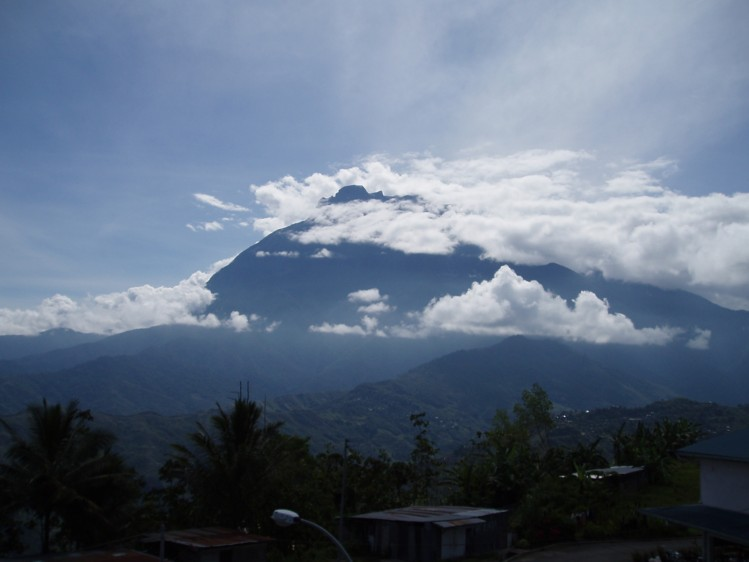
在Poring溫泉看京那巴鲁山
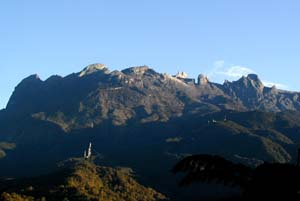
山上的電信站
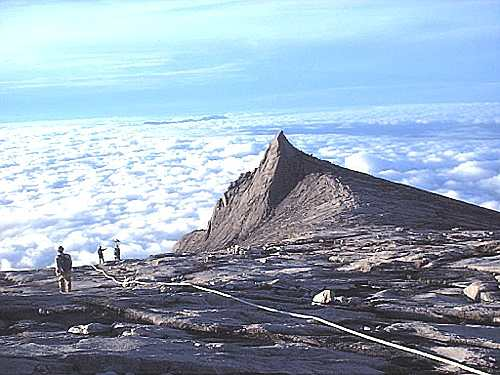
由山上的高地往下看
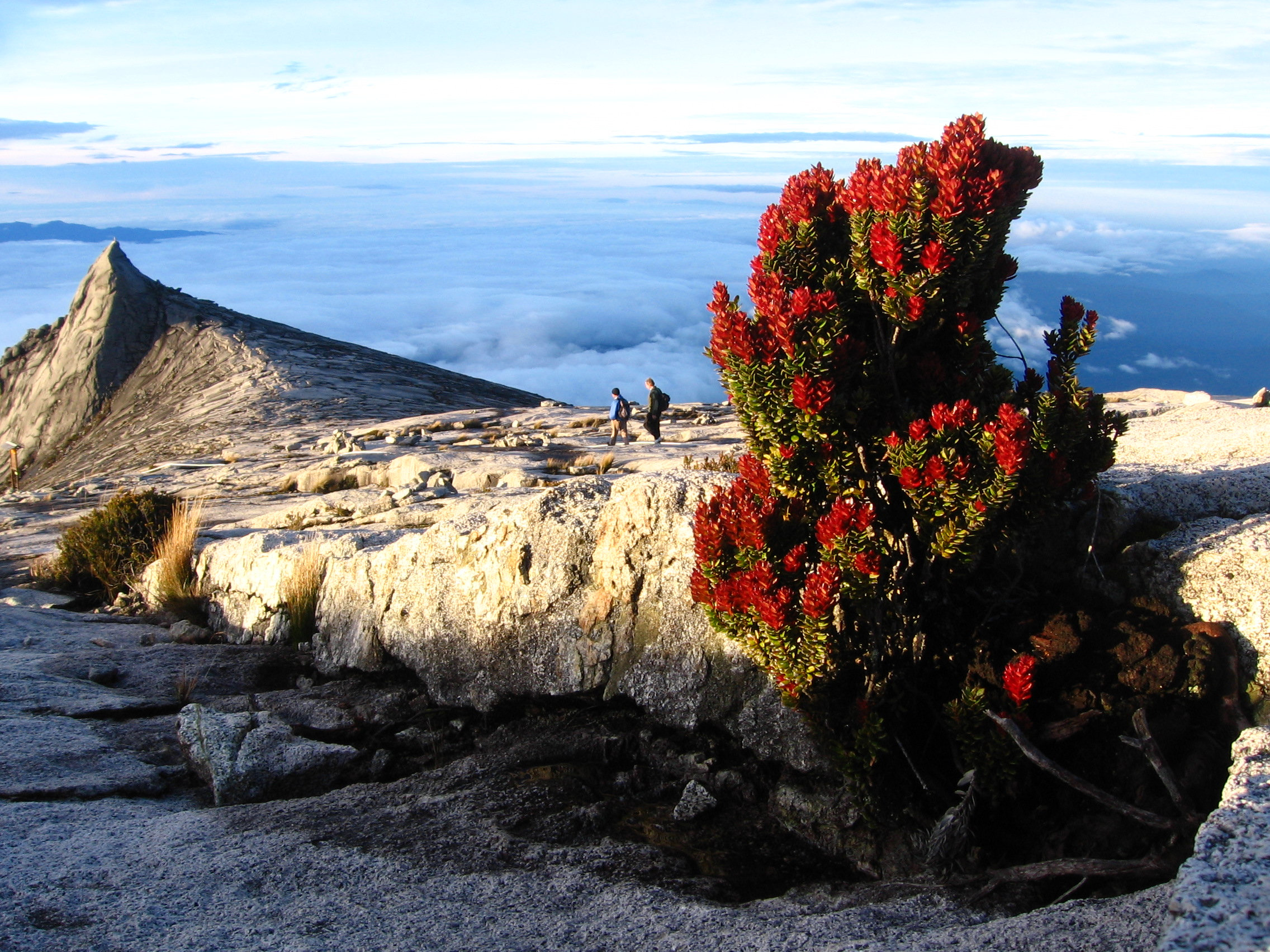
日出後山上高地的景觀
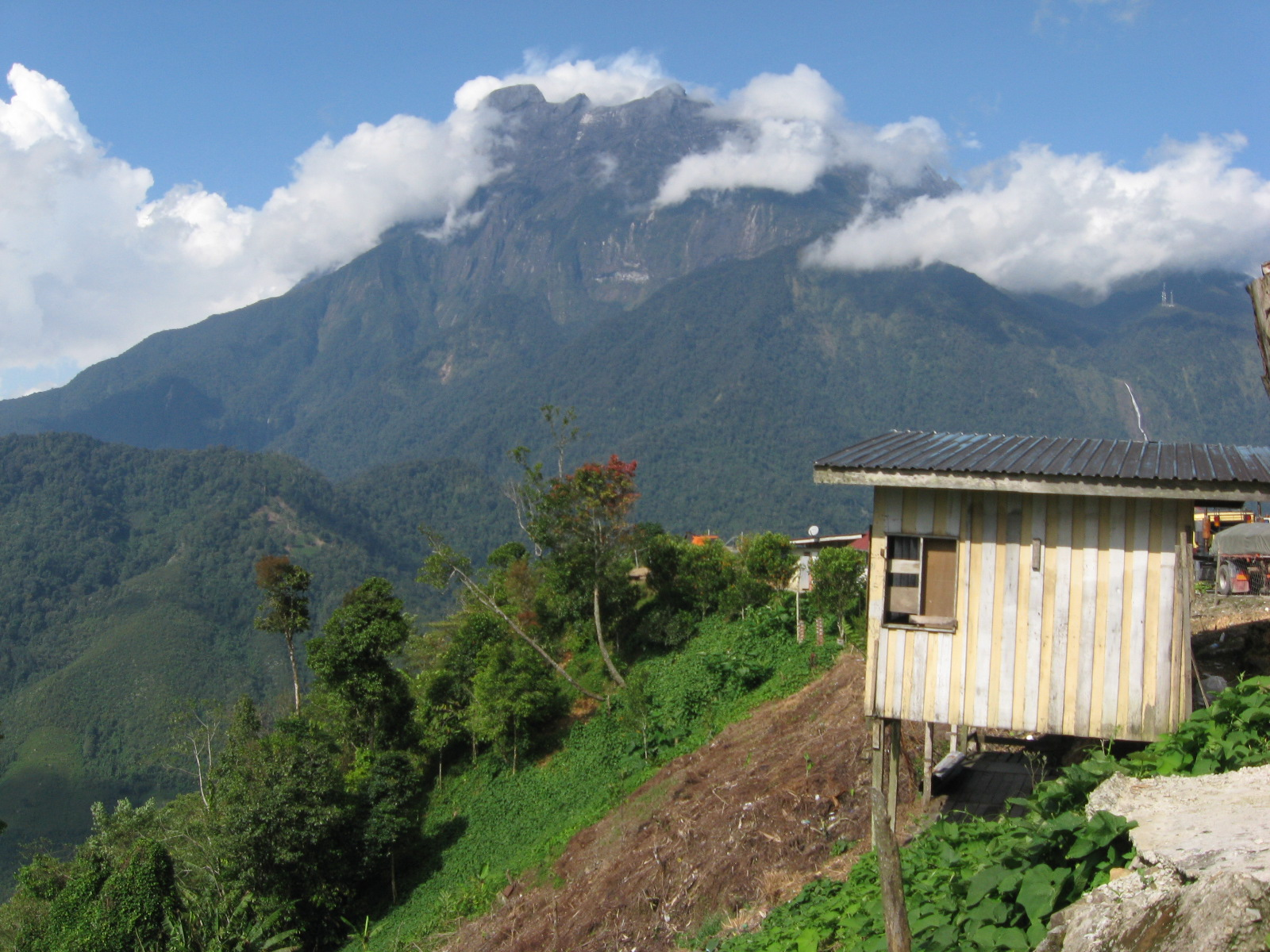
在亞庇市和山打根之間的路徑看京那巴鲁山
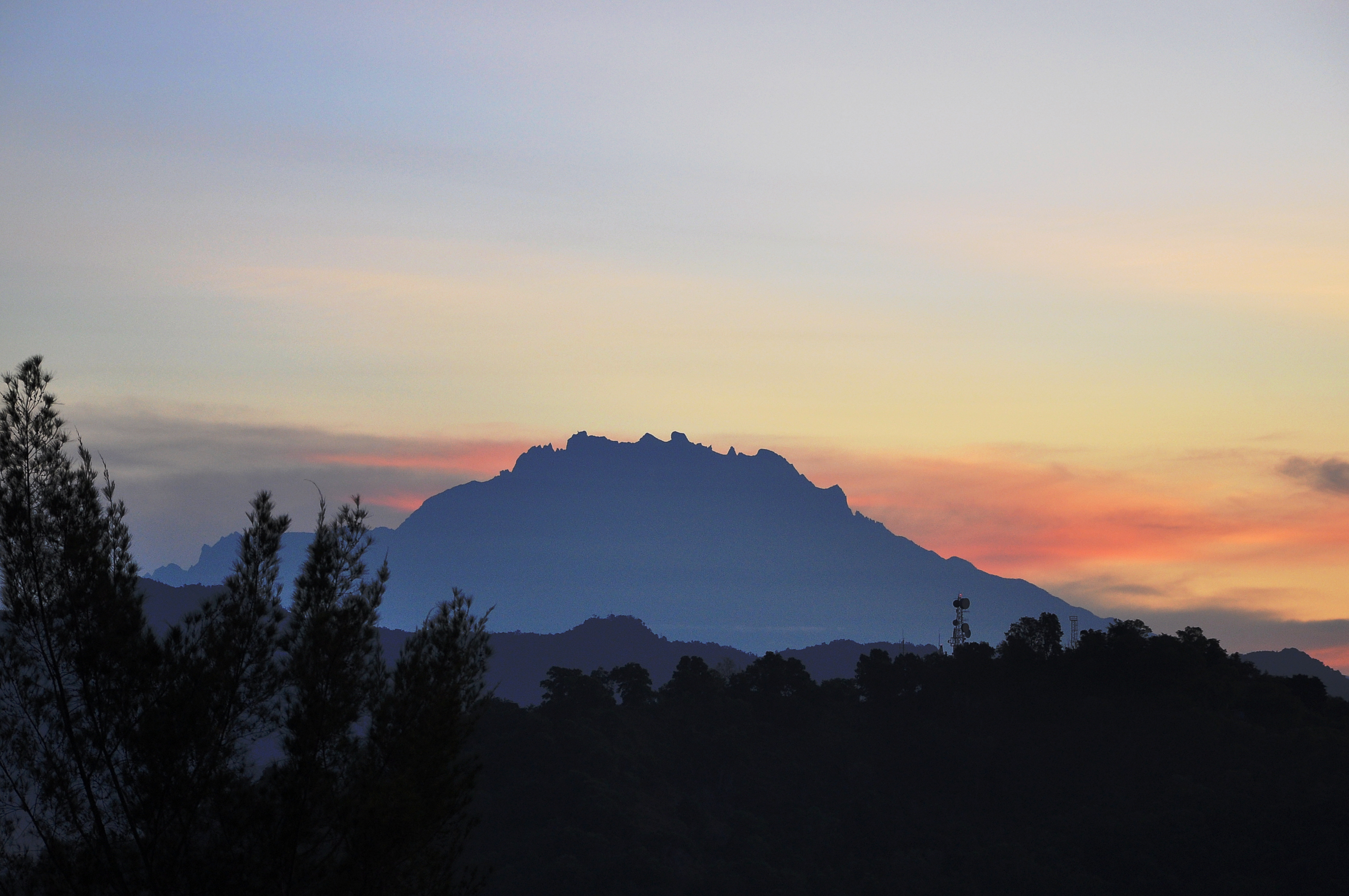
黃昏時在Tanjung Aru的景觀
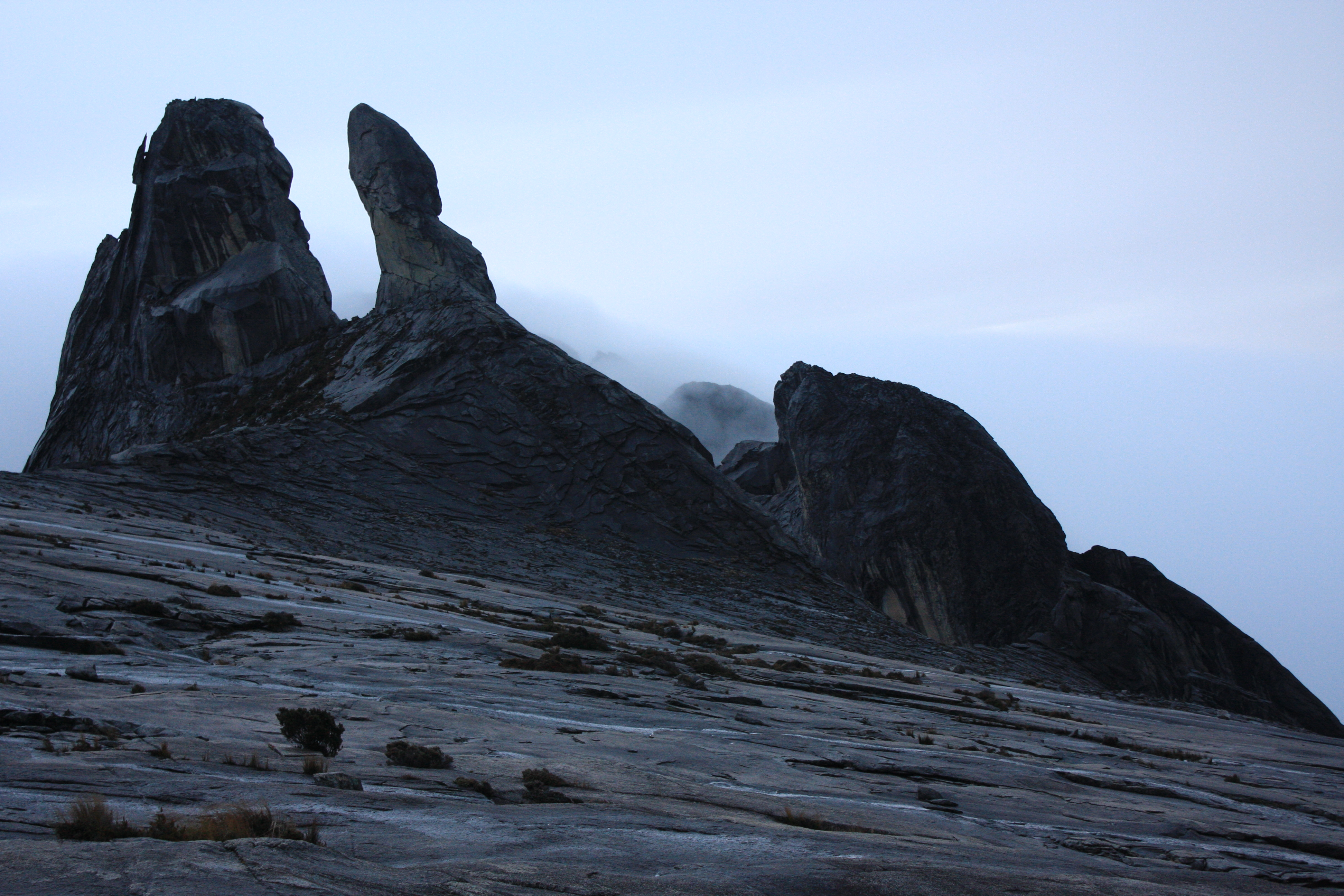
2015年沙巴地震后的京那巴鲁山